# Stanisław Dębicki (malarz)

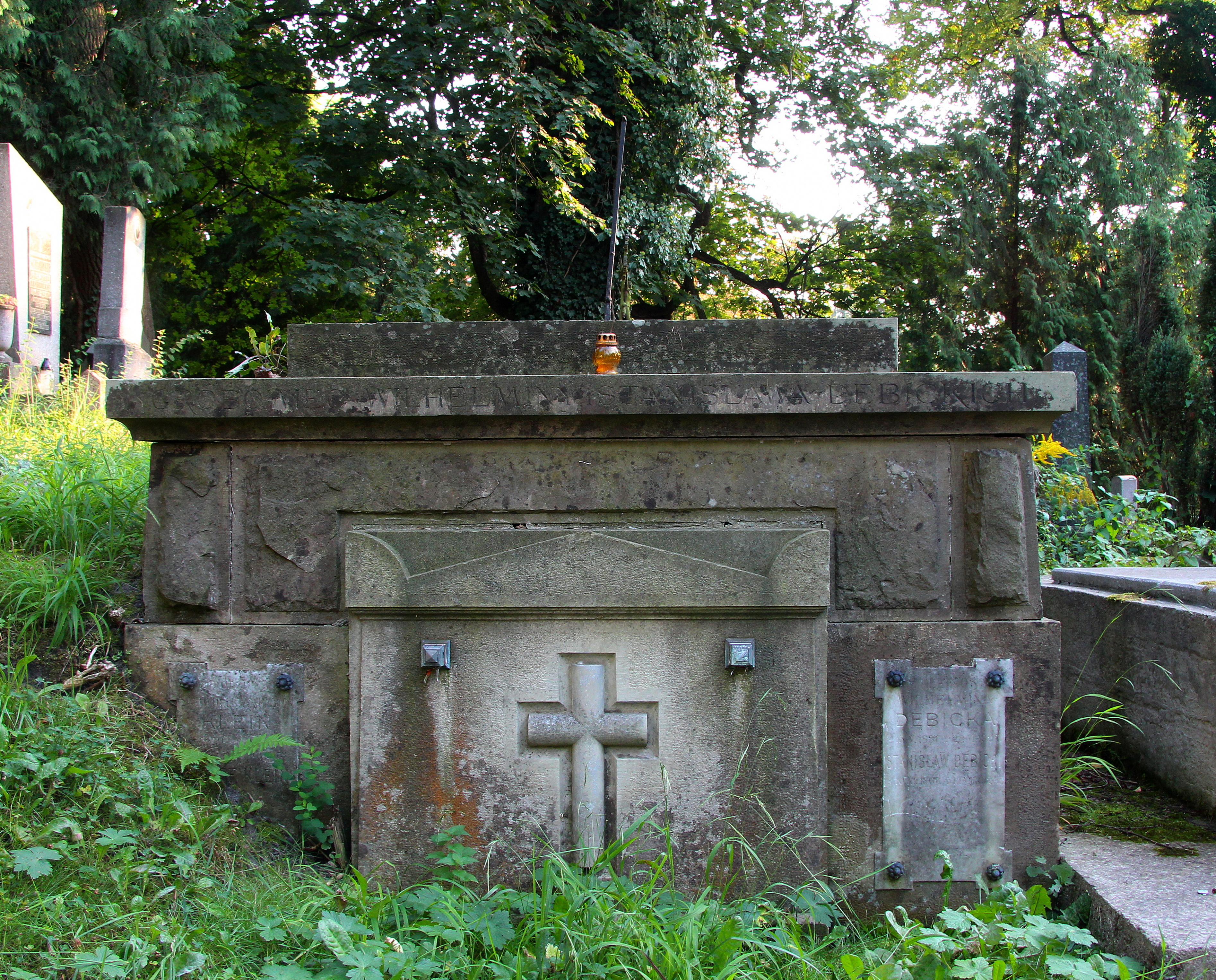
Grobowiec Dębickich na lwowskim Łyczakowie

Stanisław Mieczysław Dębicki (ur. 14 grudnia 1866 w Lubaczowie, zm. 12 sierpnia 1924 w Krakowie) – polski malarz i ilustrator książek.

## Życiorys
Studiował malarstwo w krakowskiej Szkole Sztuk Pięknych pod kierunkiem Władysława Łuszczkiewicza, następnie w Akademii monachijskiej. W latach 1890–1891 studiował w Akadémie Colarossi w Paryżu.
Początkowo pracował jako nauczyciel rysunku w Szkole Przemysłu Ceramicznego w Kołomyi, potem przyjął posadę w prywatnej Szkole Rysunku Marcelego Harasimowicza we Lwowie. Od 5 listopada 1909 roku był zatrudniony w krakowskiej Akademii Sztuk Pięknych, początkowo jako asystent, od 1910 docent, a od 27 października 1911 roku na stanowisku profesora, obejmując osieroconą po śmierci Stanisława Wyspiańskiego katedrę malarstwa religijnego i dekoracyjnego. Prezydent Rzeczypospolitej pismem z 24 marca 1923 roku mianował Dębickiego profesorem zwyczajnym z datą 1 kwietnia 1923 roku.
Dębicki odszedł na emeryturę 30 września 1923 roku. W ciągu tego okresu przez jego pracownię przewinęło się blisko osiemdziesięciu studentów.
W okresie krakowskim Stanisław Dębicki był również pedagogiem w Szkole Sztuk Pięknych dla Kobiet, prowadzonej przez Marię Niedzielską.
Tworzył m.in. w stylu secesji. Malował generalnie niewiele, poświęcając się głównie pracy pedagogicznej. Uprawiał zdobnictwo książki.
Zmarł w Krakowie. 30 października 1924 roku został pochowany w grobowcu rodzinnym na Cmentarzu Łyczakowskim we Lwowie.